# Grand Prix automobile d'Espagne 1972
Résultats du Grand Prix d'Espagne 1972, couru sur le circuit de Jarama le 1er mai 1972.

## Classement
| Pos  | N° | Pilote               | Écurie         | Tours | Temps/Abandon      | Grille | Points |
| ---- | -- | -------------------- | -------------- | ----- | ------------------ | ------ | ------ |
| 1    | 5  | Emerson Fittipaldi   | Lotus-Ford     | 90    | 2 h 03 min 41 s 23 | 3      | 9      |
| 2    | 4  | Jacky Ickx           | Ferrari        | 90    | +18 s 92           | 1      | 6      |
| 3    | 6  | Clay Regazzoni       | Ferrari        | 89    | + 1 tour           | 8      | 4      |
| 4    | 26 | Andrea de Adamich    | Surtees-Ford   | 89    | + 1 tour           | 13     | 3      |
| 5    | 20 | Peter Revson         | McLaren-Ford   | 89    | + 1 tour           | 11     | 2      |
| 6    | 29 | Carlos Pace          | March-Ford     | 89    | + 1 tour           | 16     | 1      |
| 7    | 22 | Wilson Fittipaldi    | Brabham-Ford   | 88    | + 2 tours          | 14     |        |
| 8    | 12 | Tim Schenken         | Surtees-Ford   | 88    | + 2 tours          | 18     |        |
| 9    | 21 | David Walker         | Lotus-Ford     | 87    | + 3 tours          | 24     |        |
| 10   | 18 | Graham Hill          | Brabham-Ford   | 86    | + 4 tours          | 23     |        |
| 11   | 14 | Henri Pescarolo      | March-Ford     | 86    | + 4 tours          | 19     |        |
| Abd. | 1  | Jackie Stewart       | Tyrrell-Ford   | 69    | Accident           | 4      |        |
| Abd. | 9  | Chris Amon           | Matra          | 66    | Boîte de vitesses  | 6      |        |
| Abd. | 3  | François Cevert      | Tyrrell-Ford   | 65    | Allumage           | 12     |        |
| Abd. | 8  | Peter Gethin         | BRM            | 65    | Moteur             | 21     |        |
| Abd. | 11 | Denny Hulme          | McLaren-Ford   | 48    | Boîte de vitesses  | 2      |        |
| Abd. | 25 | Howden Ganley        | BRM            | 38    | Moteur             | 20     |        |
| Abd. | 10 | Reine Wisell         | BRM            | 24    | Accident           | 10     |        |
| Abd. | 7  | Mario Andretti       | Ferrari        | 23    | Pression d'huile   | 5      |        |
| Abd. | 15 | Mike Hailwood        | Surtees-Ford   | 20    | Panne électrique   | 15     |        |
| Abd. | 2  | Ronnie Peterson      | March-Ford     | 16    | Fuite d'essence    | 9      |        |
| Abd. | 16 | Rolf Stommelen       | Eifelland-Ford | 15    | Accident           | 17     |        |
| Abd. | 19 | Jean-Pierre Beltoise | BRM            | 9     | Boîte de vitesses  | 7      |        |
| Abd. | 24 | Niki Lauda           | March-Ford     | 7     | Différentiel       | 25     |        |
| Abd. | 28 | Alex Soler-Roig      | BRM            | 6     | Accident           | 22     |        |
| Nq.  | 23 | Mike Beuttler        | March-Ford     |       | Non qualifié       |        |        |

- Légende : Abd.=Abandon

## Pole position et record du tour
- Pole position : Jacky Ickx en 1 min 18 s 43 (vitesse moyenne : 156,246 km/h).
- Tour le plus rapide : Jacky Ickx en 1 min 21 s 01 au 52e tour (vitesse moyenne : 151,270 km/h).

## Tours en tête
- Denny Hulme : 4 (1-4)
- Jackie Stewart : 4 (5-8)
- Emerson Fittipaldi : 82 (9-90)

## À noter
- 2e victoire pour Emerson Fittipaldi.
- 43e victoire pour Lotus en tant que constructeur.
- 44e victoire pour Ford Cosworth en tant que motoriste.